# Oligosoma aureocola
Oligosoma aureocola — вид ящірок родини сцинкових (Scincidae). Описаний у 2023 році.

## Поширення
Ендемік Нової Зеландії. Поширений у басейні річки Матаура та на схилах гори Мід-Доум на півночі регіону Саутленд.

## Опис
Це невеликий вид, забарвлений у середньо-темно-коричневий колір з гладкими поздовжніми смугами, живе вздовж скелястих альпійських хребтів, низьких чагарників і купиних галявин. Цей сцинк є добре помітним, коли гріється та шукає їжу в осипах або альпійських рослинах, таких як золотиста трава (Aciphylla aurea).